# Schwechat
Schwechat este un oraș din Austria, aflat la sud-est de Viena, pe râul Schwechat. Localitatea este cunoscută prin existența unui aeroport internațional și a celei mai mari rafinării din Austria. Din punct de vedere administrativ aparține de districtul Viena.